# Liudmila Ulítskaya
Liudmila Yevguéniyevna Ulítskaya (a veces su nombre aparece transcrito como Ludmila y su apellido como Ulitskaia, con o sin tilde; en ruso: Людми́ла Евге́ньевна Ули́цкая; Davlekánovo, Bashkortostán, URSS, 21 de febrero de 1943) es una bioquímica, escritora y guionista cinematográfica rusa. 

## Biografía
Nació en el sur de los Montes Urales donde sus padres, moscovitas, se refugiaron durante la guerra contra la Alemania nazi. Después su familia regresó a Moscú, ciudad en la que Ulítskaya terminó la secundaria y estudió biología en la Universidad Lomonósov en los años 60. Trabajó en el Instituto de Genética General de la Academia de Ciencias de la URSS, de donde fue despedida cuando las autoridades constatan que con su máquina de escribir se ha reproducido literatura prohibida, samizdat. A partir de ese momento trabajó en el Teatro Musical Judío, escribió reportajes y obras de teatro juveniles y tradujo poesía en lengua mongol. 
Comenzó a publicar novelas en los años 1980, pero tendrá que esperar al desmantelamiento de la Unión Soviética para ser realmente reconocida y publicada. La primera obra de éxito fue la novela corta Sóniechka (1992) publicada en la revista literaria Novy Mir en 1992.  
Alcanzó fama internacional con sus guiones de cine para las películas Hermanas Liberty (1990) y Una mujer para todos (1991). Desde entonces Ulítskaya ha publicado más de diez novelas y varias colecciones de cuentos. Su prosa psicológica se asemeja a la de Chéjov. Su obra con frecuencia pone el foco en personajes femeninos y hace visible la desigualdad entre hombres y mujeres especialmente, dice, en las tradiciones orientales que tienen un peso importante en Rusia. En 2011 recibió el Premio Simone de Beauvoir sin embargo ella no se identifica como escritora feminista.
Sus libros han sido traducidos a treinta lenguas. El principal editor de sus obras en español es Anagrama; también Lumen publicó un libro suyo y Ediciones Siruela la incluyó en su antología Cuentos rusos.
Desde el inicio de la invasión rusa de Ucrania (2022), Ulískaya se exilió a Berlín.

## Obras escogidas

### Obras narrativas (novelas de larga extensión)
- Зеленый шатер (2011) - (Una carpa bajo el cielo. Editorial automática, 2023)
- Даниэль Штайн, переводчик (2006) – Daniel Stein, intérprete, traducción de Marta Rebón, Alba, Barcelona, 2013. ISBN ISBN 9788484288824 9788484288602
- Искренне ваш Шурик (2003) – Sinceramente suyo, Shúrik, traducción de Marta Rebón, Anagrama, 2006. ISBN 84-339-7111-5, ISBN 978-84-339-7111-1
- Казус Кукоцкого (2001) – (El caso de Kukotski)
- Медея и её дети (1996) – (Medea y sus hijos)

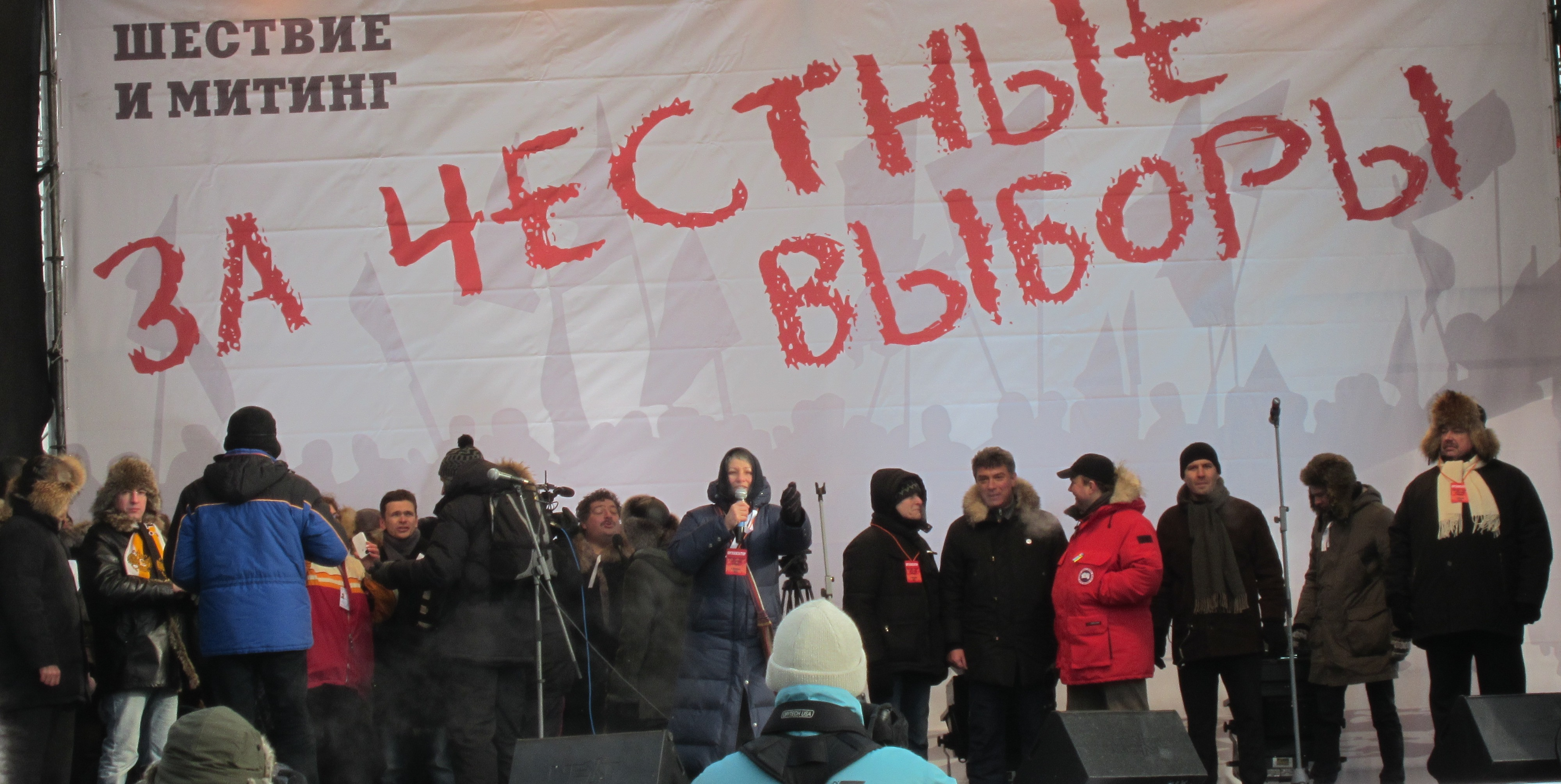
Liudmila Ulítskaya interviene en el mitin por unas elecciones justas tras las Elecciones legislativas de Rusia de 2011. Moscú. 4 de febrero de 2012

### Libros de cuentos y novelas cortas
- Детство 45-53. А завтра будет счастье (2013) - (Infancia 45-53. Y mañana llegará la felicidad)
- Священный мусор (2012) - (Basura sagrada), recopilación de cuentos y ensayos
- Истории про зверей и людей (2007) - (Historias de personas y animales)
- Люди нашего царя (2005) – (Gentes de nuestro zar)
- Сквозная линия (2002) – Mentiras de mujeres, traducción de Marta Rebón, Anagrama, 2007, 176 p. ISBN 978-84-339-7524-9
- Второе лицо (2002) – (Segunda persona)
- Девочки (2002) – (Muchachas)
- Пиковая Дама и другие (2001) - (La dama de picas y los otros)
- Лялин дом (1999) – (La casa de Lialia)
- Цю-юрихъ – (Zú-úrich)
- Весёлые похороны (1997) – Los alegres funerales de Álik, traducción de Víctor Gallego Ballestero, Lumen, 2003. 224 p. ISBN 84-264-1346-3, ISBN 978-84-264-1346-8
- Бедные родственники (1994) – (Parientes pobres)
- Сонечка (1992) – Sóniechka, traducción de Marta Rebón, Anagrama, 2007, 120 p. ISBN 84-339-7450-5, ISBN 978-84-339-7450-1

### Teatro
- Русское варенье – (Confitura rusa)
- Мой внук Вениамин - (Mi nieto Veniamín)
- Семеро святых из деревни Брюхо - (Los siete santos de la aldea Barriga)
- Русское варенье и другое» - (Confitura rusa y otros), 2008

## Premios
- Premio Médicis Extranjero (1996) por Sóniechka
- Premio Giuseppe Acerbi (1998) por Sóniechka (Italia)
- Premio Booker ruso en (2001) por El caso de Kukotski.
- Premio Mosca-PENNE (2006) por El caso de Kukotski (Italia - Rusia)
- Premio Gran Libro (2007) por Daniel Shtein, traductor
- Premio Grinzane Cavour (2008) por Sinceramente suyo, Shúrik (Italia)
- Premio Padre Aleksandr Men  por Sinceramente suyo, Shúrik (Alemania - Rusia)
- Finalista del Premio Booker Internacional (2009).
- Premio Simone de Beauvoir (2011).[3]
- Legión de Honor (2014)
- Premio Formentor (2022).[4][5]

## Adaptaciones cinematográficas
- Liudmila Ulítskaya en imdb.com